# Snaptunstein

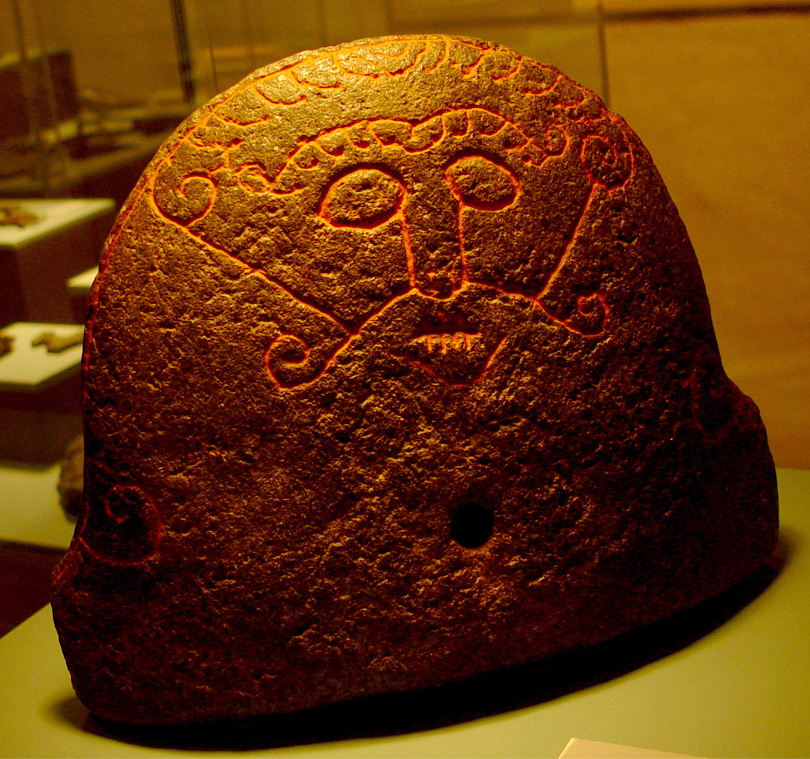
Snaptunstein im Museum Moesgård bei Aarhus, Dänemark

Der Snaptunstein (dänisch Snaptunstenen auch Snaptun Essestenen oder Alvsten – deutsch „Elfenstein“ genannt) wurde 1950 in Snaptun, östlich von Horsens in Jütland in Dänemark an der Meeresküste entdeckt. Er wird in die Wikingerzeit auf etwa 1000 n. Chr. datiert.
Der Snaptunstein besteht aus Speckstein, ist etwa 20 cm hoch, 24,5 cm breit und 7,5 cm dick. Der Speckstein muss aus Skandinavien stammen, wo es zahlreiche Steinbrüche gibt; er kommt in Dänemark nicht vor. 
Speckstein eignet sich für Anwendung bei großer Wärme und wurde auch für Gussformen verwendet. Der Snaptunstein wurde verwendet, um die Düse eines Blasebalgs zu schützen. In der unteren Hälfte wurde ein Loch durch den Stein gebohrt. Auf dem oberen Teil gibt es den eingeschnittenen Kopf eines Mannes mit lockigen Haaren und buschigen Augenbrauen, der eine der äußerst seltenen, maskenhaften Darstellungen des Gottes Loki (auch Loptr oder Hveðrungr) sein soll, der mit dem Feuer verbunden wird.
Das Maskenmotiv war in der Wikingerzeit (800–1050 n. Chr.) populär und kommt auch auf Runensteinen vor. Die Besonderheit auf dem Snaptunstein besteht in den Linien um den Mund des Mannes. Sie sollen Fäden oder Narben darstellen, denn der Gott Loki, der eine Wette gegen den Zwerg Brok verlor, bekam als Strafe den Mund zugenäht. Da Loki nicht schweigen wollte, machte er seinen Mund auf, die Naht platzte und er musste mit den Narben leben.
Der Gott war allgemein wenig beliebt, man benannte seine Kinder nicht nach ihm und Darstellungen sind entsprechend selten. Eine der wenigen anderen wurde als Anhänger im Gnesdowo-Hort in Russland gefunden.